# Ksylazyna
Ksylazyna (łac. xylazinum) – organiczny związek chemiczny stosowany pod postacią chlorowodorku jako lek medycyny weterynaryjnej podawany w celu uspokojenia, znoszenia odczuwania bólu, miorelaksacji (zmniejszania napięcia mięśni szkieletowych)  oraz premedykacji u zwierząt, takich jak bydło, konie i inne ssaki (z wykluczeniem ludzi), analog klonidyny, pochodna tiazyny, silny agonista receptora adrenergicznego klasy α2.
W znieczuleniu weterynaryjnym, ksylazyna jest zwykle stosowana w połączeniu z ketaminą. Bywa wykorzystywana jako środek wywołujący wymioty u kotów, jednak jej skuteczność jest szacowana na 56%. Reakcje organizmu na lek różnią się u poszczególnych zwierząt.
W Stanach Zjednoczonych, z powodu dużej dostępności i łatwości zdobycia, często występuje jako dodatek do ulicznego fentanylu (rzadziej heroiny). Sama ksylazyna jest potocznie nazywana tranq, a zmieszana z fentanylem – zombie drug, tranq dope czy sleep-cut.

## Historia
Ksylazyna została po raz pierwszy zsyntetyzowana w 1962 roku w Farbenfabriken Bayer w mieście Leverkusen (ówczesne RFN). Pierwsze opisane przypadki jej użycia na zwierzętach pojawiły się na przełomie lat 60. i 70. XX wieku w pracach wielu badaczy. Badania kliniczne na ludziach zostały przerwane z powodu niebezpiecznych efektów ubocznych, np. niedociśnienia, czy bradykardii, oraz zbyt głębokiego działania depresyjnego na OUN człowieka. Ze względu na to, Agencja ds. Żywności i Leków (FDA) nie zatwierdziła ksylazyny do stosowania na ludziach, jednak substancja została zatwierdzona do użycia u zwierząt (w 1971 roku). Na początku pierwszej dekady XXI wieku, odnotowano pierwsze przypadki zażywania ksylazyny w celach rekreacyjnych u ludzi w Puerto Rico (Portoryko), a później spotykano się z tym zjawiskiem również w innych miejscach na świecie (np. USA, Filadelfia).

## Farmakokinetyka

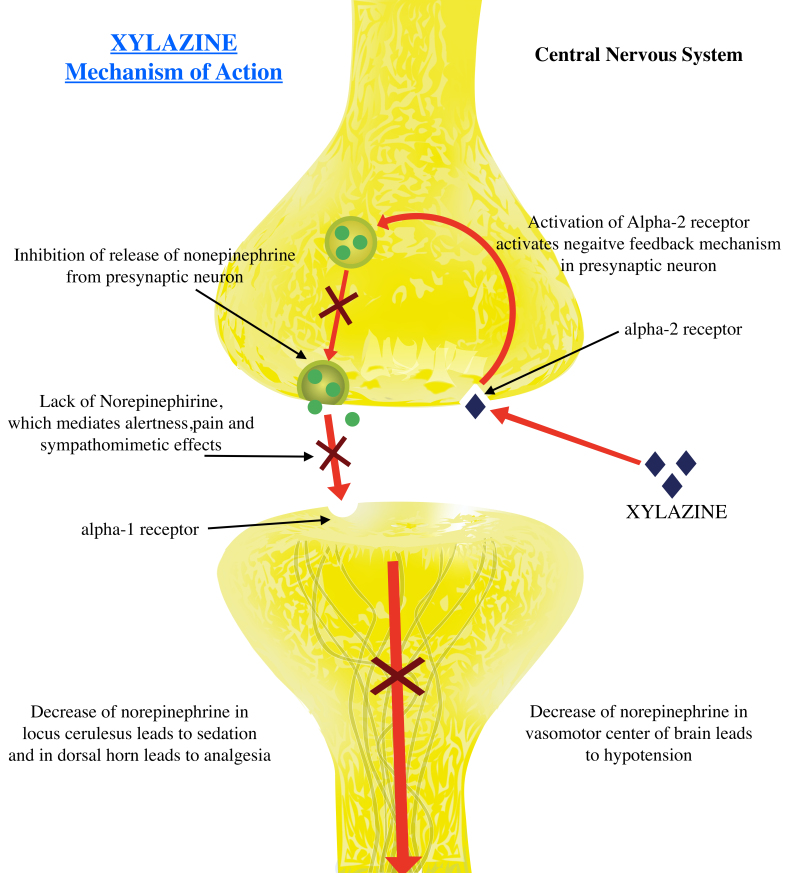
Mechanizm działania ksylazyny

W przypadku podania dożylnego, u psów, koni, owiec i bydła, okres półtrwania ksylazyny jest krótki (w fazie eliminacji: 23-50 minut): stężenie leku we krwi spada w ciągu kilku godzin do niewykrywalnego poziomu. Klirens jest zależny od gatunku: najmniej czasu na eliminację leku potrzebują łanie i owce (około 25 minut), a najwięcej konie (około 50 minut). Dodatkowo w przypadku bydła jest to wartość 36 minut, a dla psów, wynosi około pół godziny. Ksylazyna charakteryzuje się dużą objętością dystrybucji ogółem (ze względu na jej wysoką lipofilowość), jednak wartości te różnią się w zależności od gatunku. Największa objętość dystrybucji to V = 2.7 l/kg u owiec, V = 2.5 l/kg u psów, V = 2.4 l/kg u koni oraz V = 1.9 l/kg u bydła.
Ogólnie rzecz biorąc, ksylazyna po podaniu dożylnym, jest wchłaniana, metabolizowana i eliminowana bardzo szybko. Podczas dystrybucji, koncentruje się głównie w nerkach oraz OUN. Jest metabolizowana przez enzymy wątrobowe cytochromu P450 (CYP3A).
W badaniach klinicznych zgodnych z GLP zauważono pewne własności dla szczurów, bydła, psów, koni i owiec. U szczurów po podaniu doustnym wchłanianie związku następowało prawie w 100%. Po podaniu dożylnym lub doustnym radioizotopowej ksylazyny, ta rozchodziła się szybko po różnych tkankach. Następnie radioaktywne produkty zostały wydalone przez: nerki (około 70%) oraz z kałem (30%), a biologiczny czas półtrwania wynosił wtedy około 2-3h. Po podaniu domięśniowym lub dożylnym dawek medycznych u owiec, bydła, koni i psów, czas wymagany do zmniejszenia stężenia w osoczu o 50% podczas fazy dystrybucji (ang. half–life distribution) wynosi 1-6 minut. Następnie ksylazyna jest usuwana z eliminacyjnym okresem półtrwania wynoszącym 22-58 min (czas jest prawdopodobnie stosunkowo krótki z powodu intensywnego metabolizmu, a nie wskutek wydalania nerkowego). Po podaniu bydłu dawki 0,33mg/kg, domięśniowo, ksylazyny z radioizotopem węgla 14C największe skupisko radioaktywności zostało zaobserwowane w osoczu w ciągu 1,5 godzin od aplikacji (najwyższe stężenie 0,46mg/l). Następnie w ciągu 10 godzin stężenie spadło do wartości około 0.05 mg/l.
Ksylazyna, jako agonista receptora alfa-2, aktywuje receptory presynaptyczne, a następnie, w wyniku ujemnego sprzężenia zwrotnego, hamuje uwalnianie noradrenaliny. Prowadzi to do analgezji, obniżonego ciśnienia, uspokojenia i zwiotczenia mięśni.

## Właściwości chemiczne
Ksylazyna (N-(2,6-dimetylofenylo)-5,6-dihydro-4H-1,3-tiazyno-2-amina) to pochodna 1,3-dimetylobenzenu i tiazyny. Jest sympatykomimetykiem i silnym agonistą receptora presynaptycznego α2 (wykazuje jednak mniejsze powinowactwo niż np. detomidyna, czy medetomidyna). Ona, jak i pozostali agoniści receptora alfa-2, po podaniu potrzebują około 30-40 minut, żeby rozejść się po całym organizmie. Ksylazyna jest związkiem wysoko lipofilowym (dobrze rozpuszczalnym w tłuszczach i innych rozpuszczalnikach niepolarnych, m.in. w toluenie), a więc oprócz bezpośredniej stymulacji ośrodkowych receptorów α2, pobudza także obwodowe receptory α-adrenergiczne w różnych tkankach.
Substancja ta, to związek organiczny typu proparagilowego, m-ksylen, aromatyczny związek 1,3-dipolarny, jest pochodną węglowodoru z podstawioną aniliną.
Ksylazyna zmniejsza neuroprzekaźnikowe działanie adrenaliny oraz noradrenaliny - naśladuje noradrenalinę wiążąc się z presynaptycznymi autoreceptorami powierzchniowymi, a więc hamuje wychwyt zwrotny noradrenaliny.  Ksylazyna wykazuje różne powinowactwa do receptorów cholinergicznych, serotoninergicznych, dopaminergicznych, α1 adrenergicznych, H2 - histaminergicznych i opioidowych.
Jako że ksylazyna nie należy do opioidów, nalokson nie jest skuteczny w przypadku przedawkowania. Obecnie nie jest znane żadne bezpieczne i skuteczne antidotum.
Ksylazyna, jako analog klonidyny, ma bardzo podobną do niej budowę chemiczną. Jej struktura jest także zbliżona do fenotiazyny.

### Interakcje
Ksylazyna działając depresyjnie na ośrodkowy układ nerwowy, może być bardzo niebezpieczna, gdy bywa stosowana razem z innymi depresantami OUN. Przyjmowana razem z benzodiazepinami, czy np. opioidami, może prowadzić do nieodwracalnych uszczerbków na zdrowiu, w tym śmierci. 
W weterynarii bardzo często spotyka się stosowanie ksylazyny w połączeniu z ketaminą i możliwe jest wówczas zaobserwowanie zmiany działania obydwu leków w połączeniu ze sobą: u starszych szczurów obserwuje się wydłużenie czasu trwania znieczulenia (i późniejszego powrotu do zdrowia), a także, w porównaniu do młodszych szczurów, starsze wymagają podania większej dawki substancji znieczulającej, by uzyskać zbliżone efekty. 
U myszy domowej ksylazyna stosowana z ketaminą powoduje zwiększone wydzielanie białka HAVCR1 oraz zmniejszone wydzielanie białka LCN2, z kolei u szczura norweskiego ksylazyna stosowana z tyletaminą i tramadolem zwiększa ekspresję mRNA PRKAA1 i mRNA PRKAA2. 
Najpopularniejszymi substancjami, w połączeniu z którymi ksylazyna zwiększa potencjalne ryzyko depresji oddechowej, są: alprazolam (benzodiazepiny ogółem), 1,2-benzodiazepina, barbiturany, dekstrometorfan (Acodin), opioidy (np. kodeina, fentanyl) i pochodne morfiny ogółem (w tym sama morfina), ketamina, lamotrygina, bupropion, lidokaina, melatonina, metaksalon, błękit metylenowy, alkohol benzylowy, podtlenek azotu, oksykodon, oksymorfon, prokaina, chinina, razerpina, ziele dziurawca, sulpiryd, tetrakaina, tiagabina, tryptofan, kwas walproinowy, węglan litu, klonidyna, adenozyna i inne.
Poza tym, ksylazyna jest w stanie nasilać działanie depresyjne niektórych substancji, takich jak np. hydrokodon, etanol, hydroksymaślan sodu,  czy azelastyna. Ryzykowne jest stosowanie jej przy jednoczesnym przyjmowaniu innych substancji narkotycznych lub działających na OUN ogółem, takich jak: amfetamina, paroksetyna, sertralina, trazodon czy kannabinol. Nikotyna może zwiększać ryzyko tachykardii, podobnie jak: kokaina, hioscyjamina, oksybutynina, wenlafaksyna itp. Przyjmowanie magnezu zwykle prowadzi do zmniejszenia wchłaniania ksylazyny. 
Substancjami, potencjalnie mogącymi zmniejszać skuteczność działania ksylazyny, są między innymi: amitryptylina, amoksapina, betaksolol, bisoprolol, chloropromazyna, klozapina, metoprolol, olanzapina, nortryptylina, propranolol, chinidyna, czy tolazolina. Jej działanie może natomiast nasilać pregabalina.

## Synteza
Istnieją różne rodzaje i sposoby syntezy ksylazyny. Najczęściej stosowane to:
- przy wytwarzaniu 2,6-dimetylofenyloizotiocyjanianu poprzez reakcję N-(2,6-dimetylofenylo)acetamidu z wodorkiem sodu w rozpuszczalniku organicznym, następnie reakcję dwusiarczku węgla z wytworzeniem wspomnianego 2,6-dimetylofenyloizotiocyjanianu
- przy wytwarzaniu N-(2,6-dimetylofenylo)-5,6-dihydro-4H-1,3-tiazyno-2-aminy[18][21].
- oraz inne, m.in. równie popularna synteza O. Behnera i innych:

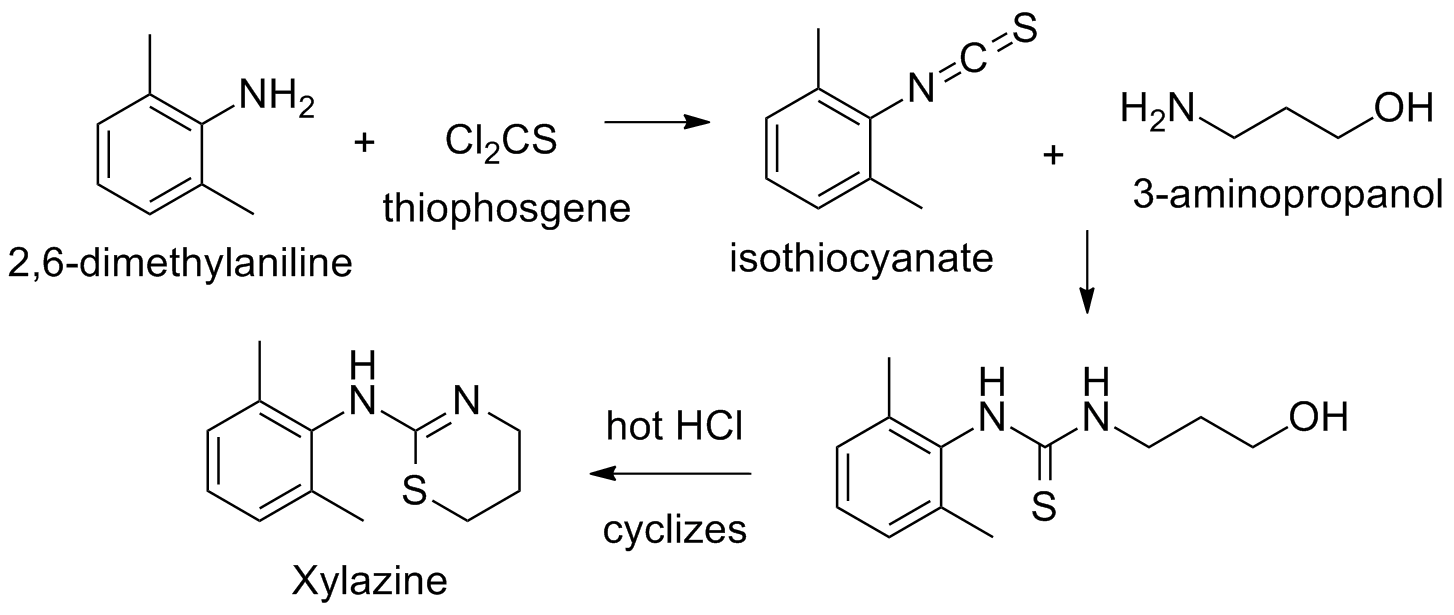
Synteza przeprowadzona przez O. Behner, H. Henecka, F. Hoffmeister, H. Kreiskott, W. Meiser, H. W. Schubert and W. Wirth, Belgian Patent 634,552 (1964); Chem.

## Medycyna weterynaryjna
Stosowanie preparatów zawierających ksylazynę (najczęściej w postaci chlorowodorku) do leczenia zwierząt, przynosi oczekiwane efekty. Działają one depresyjnie na OUN, czego skutkiem jest między innymi zniesienie lęku, czy bólu. Ksylazyna działa rozluźniająco na mięśnie, co spowodowane jest hamowaniem impulsów nerwowych. Dawki zalecane różnią się u poszczególnych zwierząt, a czas rozpoczęcia działania zależy od drogi podania: domięśniowo zaczyna działać po upływie około 10-15 minut, dożylnie po 3-5 minutach u koni. Efekt przeciwbólowy znosi się po około 10-15 minutach w roztworze 20mg/ml oraz po 15-30 minutach w roztworze 100mg/ml. Działanie uspokajające może trwać od 0,5 do 4 godzin w przypadku preparatu do wstrzykiwań 20mg/ml. Po podaniu preparatu domięśniowo, efekty utrzymują się najdłużej.

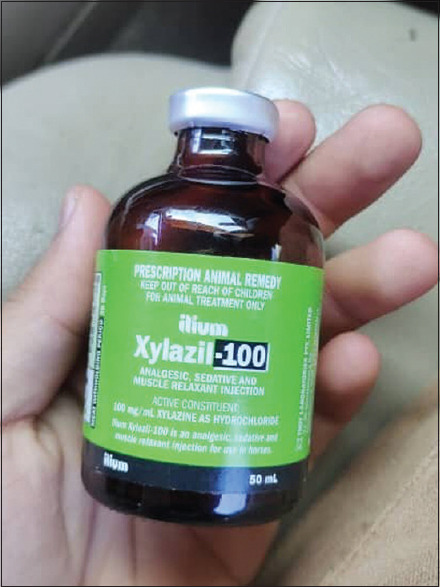
Ksylazyna jest zatwierdzonym i skutecznym preparatem stosowanym w medycynie weterynaryjnej.

Podanie dawki wyższej niż zalecana może skutkować wywołaniem długotrwałej sedacji i drżenia. Okazuje się, że zwierzęta takie jak jeleniowate czy konie, są w stanie przyjąć nawet 10-krotność zalecanej medycznie dawki.
Przed właściwym znieczuleniem, preparat stosowano dotychczas z powodzeniem z między innymi: pentobarbitalem sodu, tiopentalem sodu, tiamylem sodu, podtlenkiem azotu, eterem, halotanem, gwajakolanem gliceryny i metoksyfluranem.
Do użytku weterynaryjnego, dostępna jest w ciekłym roztworze 20mg/kg, 100mg/kg lub 300mg/kg.

### Stosowanie

#### Konie
U koni ksylazynę stosuje się w przypadku badań, sedacji, zabiegów stomatologicznych lub ortopedycznych, jak i również drobnych chirurgicznych: w celu zniesienia odczuwania bólu – analgezji, uspokojenia lub zmniejszenia napięcia mięśniowego. W przypadku większych zabiegów, ksylazyna może być środkiem podawanym bezpośrednio przed znieczuleniem oraz w połączeniu z innymi substancjami w znieczuleniu ogólnym. 

#### Jeleniowate
U jeleniowatych ksylazyna stosowana jest podczas drobnych zabiegów chirurgicznych oraz przed podaniem znieczulenia ogólnego. Działa również uspokajająco, dlatego znacząco ułatwia diagnostykę. U dzikich zwierząt, niemożliwe jest dokładne określenie wagi, więc dawkę stosowanej ksylazyny należy ostrożnie oszacować.
Psy
Przesłanki do stosowania ksylazyny są podobne do ogólnych zaleceń: działa przeciwbólowo, uspokajająco oraz miorelaksacyjnie, zatem w celu osiągnięcia takich efektów jest właśnie podawana. Udowodniono, że stosowanie substancji podawanej psom do badania EEG, jest skuteczne, ponieważ wywołuje to u nich aktywność EEG podobną do tej, która obserwowana jest u nich podczas naturalnego snu fazy REM.
Gryzonie
W przypadku badań laboratoryjnych przeprowadzanych na gryzoniach, ksylazyna jest składnikiem często stosowanej mieszanki (Rodent cocktail) składającej się z ketaminy oraz acepromazyny, służącej do znieczuleń. Ksylazyna może być wykorzystywana w leczeniu (m.in. do sedacji) niektórych małych zwierząt, np.: myszy domowej, szczura wędrownego, chomiczka syryjskiego, kawii domowej, suwaka mongolskiego, czy królika europejskiego. Zaobserwowano działanie przeciwdrgawkowe tejże substancji podawanej w małych dawkach oraz przeciwne - wywołujące drgawki, przy wyższych dawkach (3-20mg/kg) u myszy.

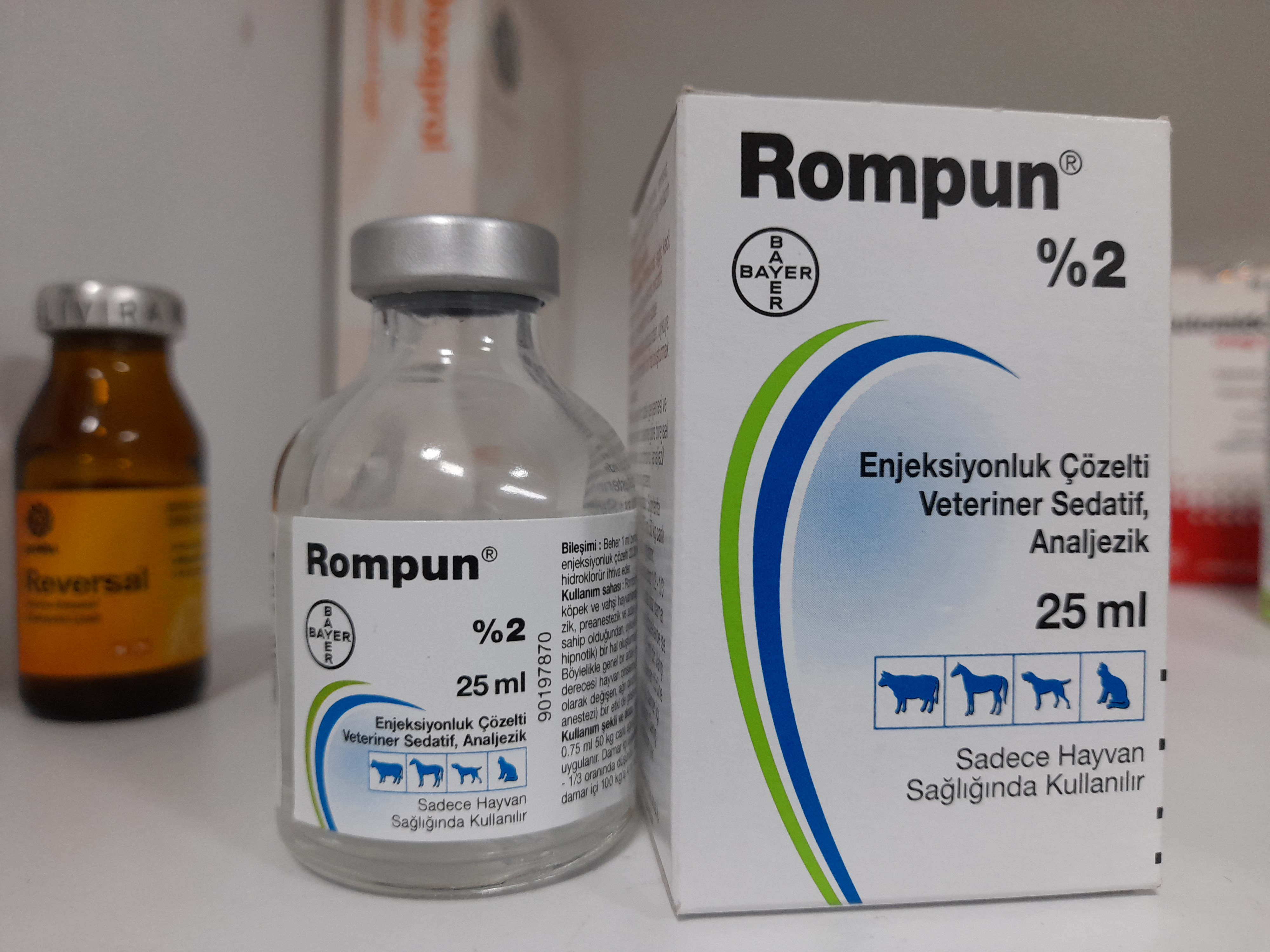
Ksylazyna w postaci chlorowodorku umożliwia między innymi wykonywanie krótkich zabiegów medycyny weterynaryjnej.

### Przeciwskazania
Do przeciwskazań dla stosowania ksylazyny należą m.in.: zaburzenia pracy układu sercowo-naczyniowego (np. arytmia, hipotensja), występowanie jakichkolwiek chorób układu oddechowego (może nastąpić głęboka depresja oddechowa), cukrzyca, ciąża (szczególnie zaawansowana), ciężkie choroby wątroby i nerek, stan drgawkowy, odwodnienie oraz niedrożność układu pokarmowego u kotów i psów. 
O podaniu ksylazyny decyduje lekarz weterynarii na podstawie analizy konkretnego przypadku. Jeśli zwierzę jest pobudzone, trzeba niekiedy zwiększyć dawkę, a w przypadku zwierząt starych i/lub wyczerpanych – zmniejszyć. Głowa zwierzęcia powinna znajdować się niżej niż reszta ciała z powodu ryzyka zakrztuszenia się. Zwierzę poddawane leczeniu należy stale i uważnie monitorować. Na niebezpieczne działania niepożądane, np. zaburzenia termoregulacji, trzeba reagować natychmiastowo.
Nie należy podawać ksylazyny zwierzętom hodowanym w celach spożywczych. 
Nie należy podawać ksylazyny jeleniowatym (i innym) w okresie lęgowym.  

### Środki ostrożności

#### Psy i koty
Stosowanie ksylazyny u psów rasy brachycefalicznej z objawami ze strony układu oddechowego może spowodować zagrażające życiu duszności. Nie powinno się jej stosować przed zaplanowanym badaniem RTG żołądka, bądź jelit, ponieważ zaburza prawidłową motorykę układu pokarmowego, co skutkuje gromadzeniem się gazów.

#### Bydło
Należy podawać ksylazynę bydłu jedynie na czczo, ponieważ substancja spowalnia pracę przedżołądków, wskutek czego prowadzi do wzdęć. Wybudzające się zwierzę powinno pozostawać pod ścisłą opieką specjalistyczną, ponieważ jego odruchy kaszlu, odbijania i połykania mogą być zaburzone, a dodatkowo dla zachowania ostrożności wybudzenie powinno nastąpić w ułożeniu mostkowym. Dla bydła zaleca się stosowanie niskich lub średnich dawek leku: jest ono najbardziej wrażliwe na działanie leku i wymaga podania w przybliżeniu 1/10 dawki wywołującej równoważnie uspokajający efekt u koni, kotów, czy psów.

#### Konie
W przypadku jakichkolwiek chorób powinno zachować się szczególną ostrożność. Grupa ta jest szczególnie narażona na niesprzyjające warunki zewnętrzne, takie jak np. zbyt wysoka temperatura. Zabronione jest podawanie preparatu zwierzętom, które cierpią na dolegliwości układu pokarmowego czy zaburzenia jego motoryki. U koni podatnych na ochwat nie powinno się stosować ksylazyny. Przed rozpoczęciem zabiegu należy ocenić, czy poziom znieczulenia zwierzęcia jest odpowiedni, zwłaszcza w kończynach dystalnych, gdzie efekt przeciwbólowy jest zmienny. Jeśli równocześnie stosuje się inny lek działający depresyjnie na OUN, powinno się zmniejszyć jego dawkę. Należy unikać podawania preparatu iniekcyjnie do tętnicy szyjnej (bezpieczniej jest wprowadzić go do żyły szyjnej), ponieważ grozi to drgawkami i zapaścią. Jeśli odnotowano bradykardię i/lub arytmię należy podać standardową dawkę atropiny.
W przypadku podawania preparatu zwierzętom cierpiącym na choroby układu oddechowego, sercowo-naczyniowego i innych, należy zachować ostrożność. Szczególnym zagrożeniem jest trwający wstrząs endotoksyczny lub urazowy. Preparatu nie można podawać z jednoczesnym stosowaniem środków uspokajających. Należy pamiętać, że działanie substancji jest różne w zależności od przypadku. Reakcje obronne zwierzęcia mogą nie zostać wówczas zahamowane w stopniu wystarczającym.

#### Jeleniowate
Jeleniowate, podobnie do bydła, powinny przyjmować ksylazynę na czczo. Przy podawaniu jej w mięśnie zadu lub barku należy zachować szczególną ostrożność. Podawanie preparatu podskórnie, dootrzewnowo lub w fałdy tłuszczowe, stanowi duże ryzyko. Jak w przypadku większości zwierząt, nie należy podawać leku dotętniczo (ryzyko zapaści, drgawek). Nie powinno się niepokoić leczonego zwierzęcia. Przy sedacji należy zwrócić uwagę, aby uniemożliwić mu przyjęcie pozycji bocznej: podobnie jak w przypadku bydła, należy zachować ułożenie mostkowe. Przez cały okres rekonwalescencji zwierzę nie powinno wstawać oraz wykonywać gwałtownych ruchów (np. szarpanie). Jeśli u zwierzęcia występuje reakcja hipertermiczna, należy obmyć głowę i ciało zimną wodą. U ciężarnych jeleniowatych zabrania się stosowania ksylazyny. W przypadku każdego wolno żyjącego zwierzęcia, którego masy nie można dokładnie zmierzyć, trzeba ostrożnie oszacować ilość podawanego preparatu. Analogicznie do koni, reakcje obronne dzikich zwierząt mogą nie zostać wstrzymane przez lek, np. ze względu na zbyt niską dawkę.

### Skutki uboczne
U jeleniowatych zdarzają się sporadyczne zgony po zastosowaniu ksylazyny, których częstotliwość szacuje się na około 3,5%.
U koni nieczęsto występuje pocenie się, w efekcie zastosowania leku, a u jeleniowatych – ślinienie się, wydawanie odgłosów podczas oddychania (np. jęczenie, beczenie itp.), słyszalne zgrzytanie zębami, wystawiony poza jamę ustną język, podwyższona temperatura. Mogą pojawić się drżenia mięśni, bradykardia, zmniejszona częstotliwość oddechów oraz ruch w odpowiedzi na hałas.
Po aplikacji ksylazyny domięśniowo lub dożylnie w zalecanych dawkach, następuje krótki stan wzrostu ciśnienia tętniczego, a następnie zaczyna się okres dłuższego niedociśnienia oraz bradykardii, u koni możliwe są bloki przedsionkowo-komorowe, a nierzadko również zdarza się opadanie głowy, powiek, czy warg, kołysanie się z boku na bok, a także niestabilność nóg. Możliwe są u nich także rozluźnienia prącia ustępujące po około 35-60 minutach. Dodatkowo u różnych zwierząt często stwierdza się: rozszerzenie źrenic, zaburzenia termoregulacji (wzmożona potliwość), depresję oddechową, (psy, koty, bydło, konie), wydłużenie czasu pasażu jelitowego i inne zaburzenia pracy układu pokarmowego (wzdęcia, biegunka, wymioty, ślinienie, u przeżuwaczy możliwa jest atonia żwacza, hamowanie skurczów żwaczowych), hiperglikemię, częściowe zahamowanie wychwytu glukozy oraz metabolizowania jej przez poszczególne tkanki, wielomocz, wrażliwość na bodźce słuchowe. Podanie preparatu zawierającego ksylazynę może spowodować wzrost temperatury ciała. Na zaburzenia ze strony układu pokarmowego narażone są szczególnie przeżuwacze. Z kolei wymioty występują najczęściej u kotów, rzadziej psów (gdy podawane są drogą domięśniową). Po podaniu domięśniowym lub podskórnym mogą wystąpić odczyny miejscowe, przeważnie ustępujące samoistnie w ciągu 48 godzin. Ślinienie zanotowano u owiec, bydła oraz jeleniowatych. U koni, efekty działania utrzymują się zwykle od 2 do 4 godzin. U przeżuwaczy niektóre skutki uboczne mogą utrzymać się nawet 12-24 godzin (lub niekiedy do 36 godzin). Według EMA, ilość danych nie wystarcza na określenie wartości NOEL dla toksyczności dawki powtarzanej.

## Użycie rekreacyjne
Pierwsze doniesienia o rekreacyjnym zażywaniu ksylazyny pojawiły się na początku lat 2000. w Puerto Rico. W 2008 roku odnotowano nowe przypadki użycia tejże substancji w Filadelfii w Stanach Zjednoczonych. 
Ksylazyna zwykle nie występowała sama: dodawano ją do tzw. speedballi, a także do samej heroiny, czy fentanylu, w celu zwiększenia masy sprzedawanego ulicznie narkotyku, czasu utrzymywania się efektów i podniesienia potencjału uzależniającego. Ksylazynę nazywano Anestesia de Caballo (znieczulenie koni), bowiem m.in. takie jest jej weterynaryjne zastosowanie. Można przyjmować ją dowolną drogą, ale najczęściej spotykano się z podawaniem: iniekcyjnym, doustnym, wziewnym, czy donosowym. Narkotyczne działanie zaczyna się szybko i może trwać do ośmiu godzin (czasami więcej) w zależności od dawki, sposobu przyjęcia i ewentualnie innych składników mieszanki, do której została dodana.
Na początku 2019 roku, stan Maryland zgłosił kilka przypadków narkotyzowania się ksylazyną. Następnie, w marcu, potwierdzono przynajmniej jeden przypadek w Michigan. Biuro lekarzy sądowych w Filadelfii odnotowało znaczny wzrost przypadków zażywania ksylazyny od 2019 roku.
W 23% fentanylu (w proszku) oraz 7% (w tabletkach) przechwyconego przez DEA (Drug Enforcement Administration) w 2022 roku, wykryto zawartość ksylazyny. 11 kwietnia 2023 roku, dr Rahul Gupta, Dyrektor Biura Białego Domu ds. kontroli narkotyków (ONDCP), uznał mieszankę fentanylu i ksylazyny za "pojawiające się zagrożenie" (Emerging Threat) dla Stanów Zjednoczonych. Jak podaje DEA: kilogram ksylazyny w proszku może być zakupiony online od chińskich dostawców, a jego ceny oscylują między 6-20$ za kilogram. Dodatkowo, mieszanka tych dwóch substancji, wydłuża według niego uczucie "haju", z czego miałaby wynikać rosnąca popularność tzw. zombie drug. 
Poza mieszanką fentanyl/heroina - ksylazyna, substancja ta bywała również łączona z m.in.: buprenorfiną, naloksonem, czy kokainą.

### Demografia
Jak podaje CDC (Centers for Disease Control and Prevention), miesięczny odsetek zgonów spowodowanych przedawkowaniem nielegalnie wytwarzanego fentanylu, od stycznia 2019 roku (2,9%) do czerwca 2022 roku (10,9%), wzrósł aż o 276%. 

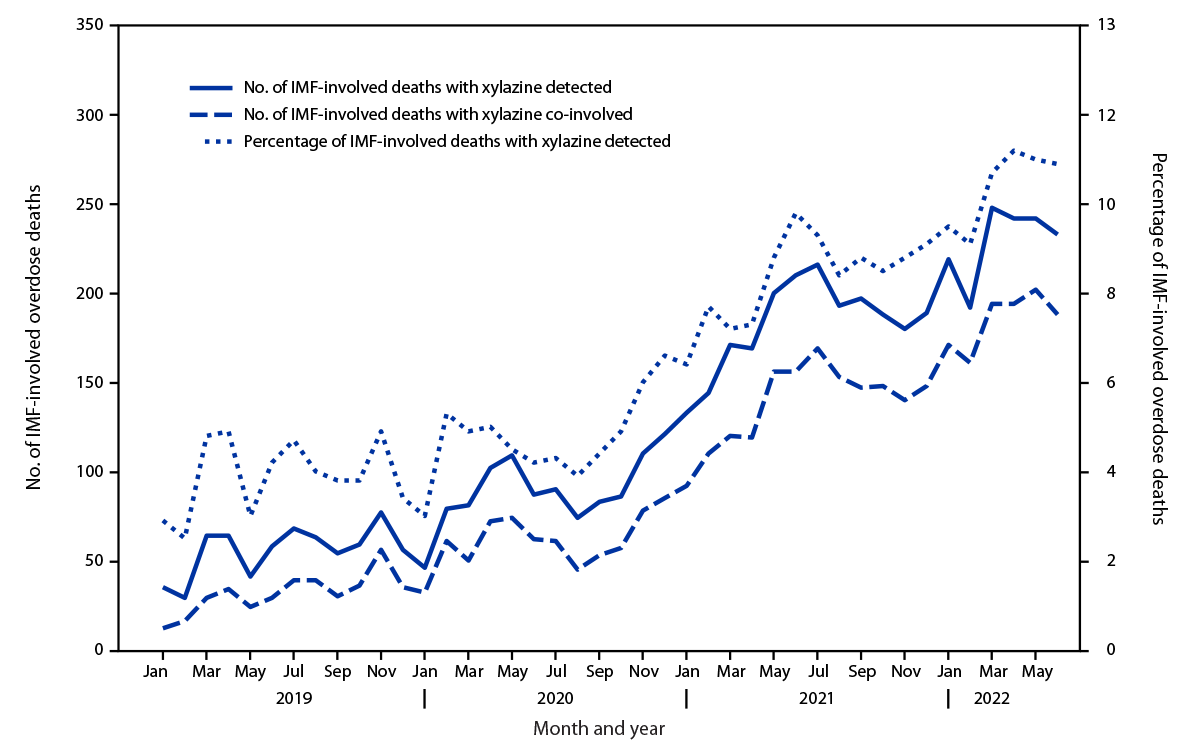
Liczba i procent zgonów spowodowanych przedawkowaniem nielegalnie wytwarzanego fentanylu, według miesiąca oraz wykrycia lub współuczestnictwa ksylazyny – Stanowy System Zgłaszania Niezamierzonego Przedawkowania Narkotyków (State Unintentional Drug Overdose Reporting System)

Obserwowana tendencja wzrostowa wykryć i współudziału ksylazyny w nielegalnie produkowanym fentanylu może wynikać z realnego wzrostu ilości zawartej ksylazyny, ale również ze zwiększonej częstotliwości wykonywania badań pośmiertnych i wprowadzania danych do Stanowego Systemu Zgłaszania Niezamierzonego Przedawkowania Narkotyków (State Unintentional Drug Overdose Reporting System).
Inne badania prowadzone od kwietnia 2021 roku do marca 2022 roku, udowodniły, że ksylazyna jest szeroko rozpowszechniona: pozytywne wyniki testów z moczu na obecność ksylazyny wystąpiły w 25 na 39 badanych stanów. Liczba testów dodatnich wyniosła 413 na 59 498 pobranych próbek. Najczęściej występującą substancją towarzyszącą był wówczas fentanyl z wynikiem 396 na 413, co znaczy, że jego obecność została potwierdzona w 95,8% badanych próbek. Kolejno wymienianymi innymi kompozytami były m.in.: buprenorfina (48,9%), kotynina (48,9%), kokaina (44,7%), czy nalokson (37,7%).

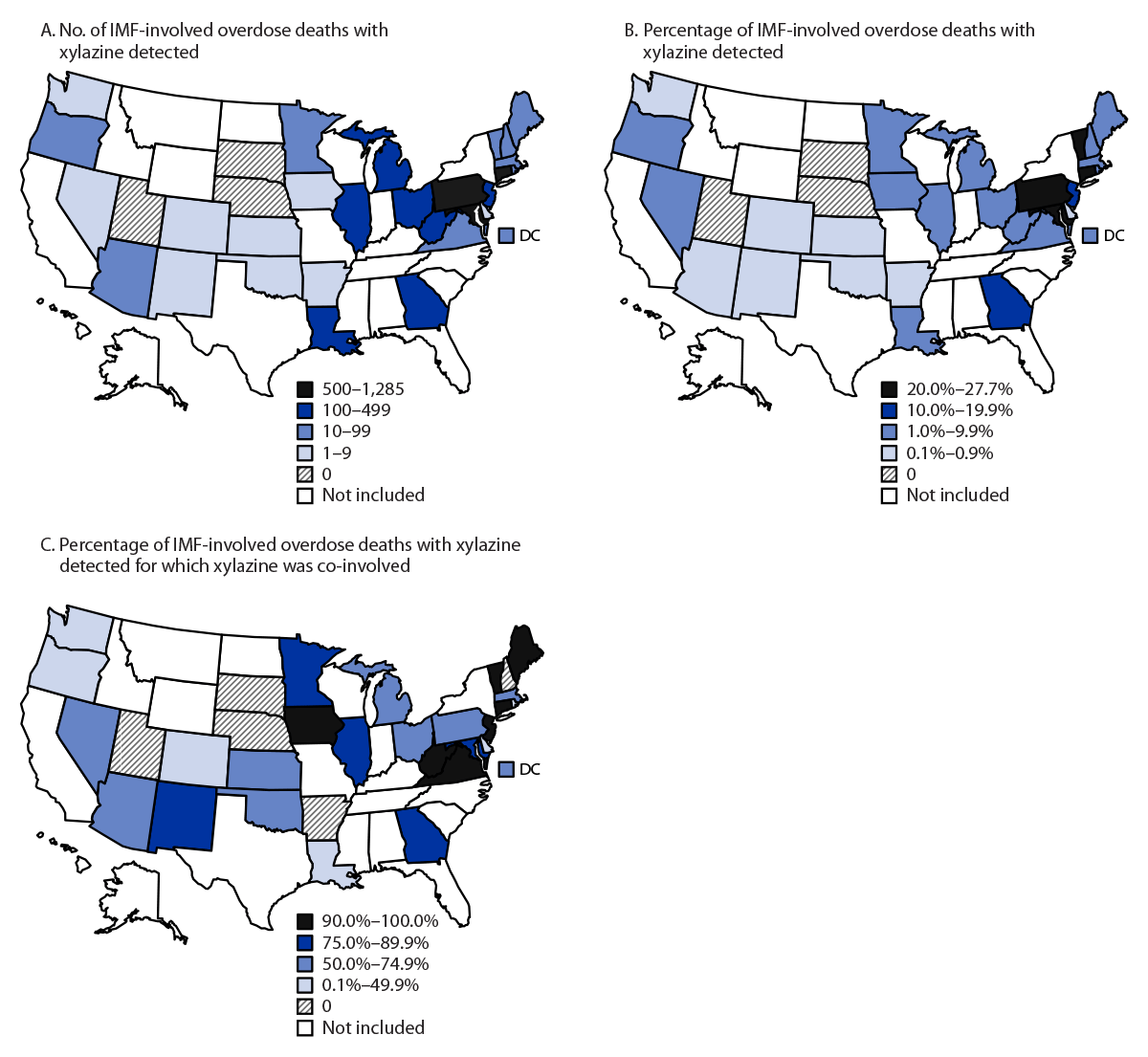
Styczeń 2021 - czerwiec 2022 niezamierzone zgony spowodowane przedawkowaniem fentanylu i ksylazyny

Przeprowadzone badania dotyczące udziału ksylazyny w poszczególnych stanach również potwierdzają jej rozpowszechnienie na terenie całego kraju. Największy odsetek przedawkowania, w którym wykryto ksylazynę (rysunek B), jest zauważalny w północno-wschodniej części kraju, gdzie Pensylwania i jej okolice stanowią największy ich ośrodek. Odsetek śmierci, do których przyczyniła się również ksylazyna, jest zdecydowanie wyższy (w większości) niż sam procent jej wykryć. Z kolei sytuacja odwrotna jest obserwowana w takich stanach jak: Arkansas, czy New Hampshire. Stanami, w których liczba śmierci, do których przyczyniła się ksylazyna, są na przykład:
- Nowy Jork (735)
- Floryda (261)
- Południowa Karolina (178)
- Tennessee (167)
- Missouri (93)
- Indiana (82)
- Alabama (46)
- Mississippi (10)

Na podstawie dostępnych danych, określono zależności między stosowaniem ksylazyny, a płcią, rasą, czy wiekiem.
Zgodnie z dostępnymi danymi, można zauważyć, że odsetek przedawkowania z wykrytą ksylazyną wynosi 9%: badanie było prowadzone na terenie 31 stanów i Dystryktu Kolumbii, nazywanego często Washington, D.C.
Zdecydowaną większość ofiar śmiertelnych przedawkowania fentanylu z oraz bez ksylazyny, stanowią mężczyźni (72,9% ogółem). Kobiety z kolei stanowią około 27,1% ofiar, co stanowi wartość oscylującą między jedną czwartą użytkowników ogółem.
Wszystkie grupy wiekowe doświadczają śmierci w wyniku przedawkowania, gdzie największą wartość zauważa się u osób w przedziale 35-44 lat. Wartość zbliżoną (25,3%), stanowią zgony u ludzi w wieku 25-34 lat. Najniższy wskaźnik występuje u osób poniżej 15 roku życia z wynikiem 0,2%. Z kolei prawie jedną piątą ofiar fentanylu stanowią ludzie w wieku średnim (45-54 lat). Wyniki procentowe całkowitej liczby zmarłych, a zmarłych, u których wykryto fentanyl, są do siebie zbliżone. Najwyższy odsetek (27,5%) stanowią osoby między 35 a 44 rokiem życia, zaś najniższy - nastolatki i dzieci poniżej 15 roku życia (0,2%).
Pod względem rasy, najczęstszymi ofiarami przedawkowania fentanylu, w którym wykryto ksylazynę, są osoby białe z wynikiem 65,6%. Następna grupa, to osoby czarne (23,9%), a na trzecim miejscu są Latynosi i/lub Hiszpanie, gdzie wskaźnik wynosi niecałe 10%, a dokładnie: 9,2%.

### Działanie i skutki uboczne
Ksylazyna wydłuża okres półtrwania fentanylu, który normalnie wynosi 1-3h. Podobnie jak w przypadku zwierząt, ksylazyna działa uspokajająco oraz depresyjnie na ośrodkowy układ nerwowy człowieka, a więc istnieje stosunkowo duże ryzyko wywołania problemów z oddychaniem, czy depresji oddechowej (prowadzącej do śmierci lub nie). Po podaniu, pojawia się senność i suchość w ustach. Następnie zauważa się spadek ciśnienia, tętna, temperatury ciała oraz wiotczenie mięśni.
Według uzależnionego od fentanylu Johnny'ego, cytowanego przez New Jersey Monitor, po podaniu iniekcyjnym narkotyku, człowiek "nie jest w stanie się poruszyć". Stąd miałaby wynikać dziwna postawa (od której pochodzi określenie "zombie drug") osoby po przyjęciu ulicznej ksylazyny. Potwierdzeniem tej relacji jest także fakt powstawania odleżyn u osób leżących godzinami na chodniku, czy betonie, a także urazów (przeważnie głowy) spowodowanymi utratą przytomności i brakiem możliwości podjęcia jakiejkolwiek reakcji.
Jose Benitez (były dyrektor wykonawczy organizacji non-profit Prevention Point Philadelphia) sugeruje, iż ksylazyna miałaby wywoływać obrażenia płuc u osób palących narkotyki z jej domieszką. 

#### Rany

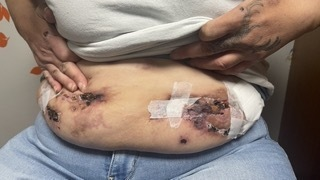
Rany martwicze na brzuchu 57-letniej kobiety przyjmującej ksylazynę drogą iniekcji

DEA podaje, że dożylne przyjmowanie ksylazyny, może skutkować martwicą tkanek oraz gniciem skóry. Obserwuje się także otwarte owrzodzenia występujące przeważnie w miejscu iniekcji, jednak pojawiają się one również na innych częściach ciała (szczególnie kończynach). Z ran może sączyć się ropa, przypominają one często pęcherze, które w pewnym momencie otwierają się i rozrastają (najczęściej rozszerzają się: dążą do objęcia jak największej powierzchni ciała, a nie większej głębokości). Nieleczone rany mogą łatwo prowadzić do zakażenia, czego skutkiem może być martwica, która najczęściej prowadzi do amputacji kończyny. W przypadku ran, zaleca się dokładną pielęgnację, która opiera się na przemywaniu rany wodą z mydłem przy jednoczesnym zachowaniu miękkości rany. Można stosować wazelinę lub kseroform, aby rana nie uległa zakażeniu oraz pozostała w korzystnych dla niej warunkach. 
Przyczyną powstawania ran, ma być bezpośrednio związana ze zwężaniem lokalnych naczyń krwionośnych, wskutek podania ksylazyny, nieprawidłowa perfuzja skóry. Na podstawie badań przeprowadzonych na naczelnych z normoglikemią (prawidłowym poziomem cukru we krwi) i insulinozależną cukrzycą, u których, po podaniu substancji, dochodziło do (często) ostrej hiperglikemii bez znaczących zmian w stężeniu insuliny, glukagonu i GLP-1, można przypuszczać, że powstawanie ran martwiczych może być spowodowane tymże zjawiskiem. Należy podkreślić, że nie ma wystarczająco dużo danych, które definitywnie potwierdzają wywoływanie hiperglikemii poprzez zastosowanie ksylazyny. 

#### Przypadki kliniczne

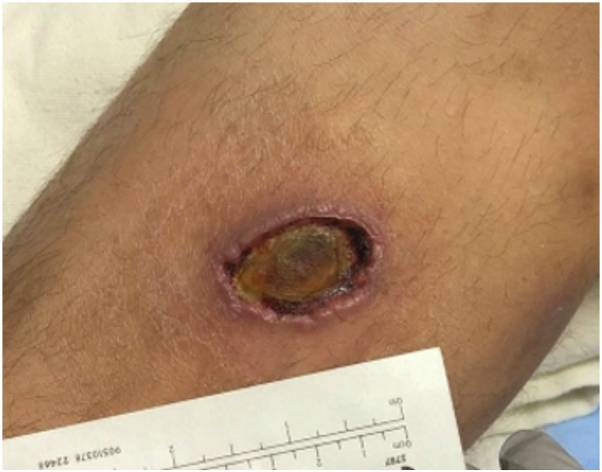
Rana martwicza mężczyzny, u którego wykryto nieswoiste zapalenie, zakażenie rany oraz zawartość ksylazyny w moczu (przypadek 2)

1. Kobieta w wieku około 30 lat, regularnie zażywająca narkotyki i chorująca na wirusowe zapalenie wątroby typu C, została poddania badaniom po pierwszym iniekcyjnym zażyciu zanieczyszczonego ksylazyną fentanylu. Zaobserwowano u niej plamicową blaszkę ze stwardnieniem oraz jej silną tkliwość. Otrzymała negatywny wynik w kierunku martwiczego zapalenia powięzi lub zakażenia tkanek miękkich.
2. Mężczyzna powyżej 40 roku życia, zażywający od długiego czasu kokainę i fentanyl, zgłosił się z owrzodzeniami martwiczymi m.in. w miejscach wstrzyknięć około tydzień po przyjęciu dawki fentanylu/kokainy wymieszanego/ej z ksylazyną. Biopsja wykazała nieswoiste zapalenie i martwicę podskórną. Wyniki badań tkankowych wykazały zakażenie paciorkowcami[36].
3. U kobiety, której została podana dawka 8mg/kg doustnie, zaobserwowano senność (depresję oddechową), zmianę aktywności motorycznej oraz tętna i ciśnienia krwi.
4. Kobieta, której zaaplikowano 734 µg/kg ksylazyny domięśniowo, doświadczyła miozy, zmiany tętna i znacznego obniżenie ciśnienia krwi.
5. Po domięśniowej iniekcji ksylazyny w dawce 22 mg/kg, kobieta podlegająca badaniu, zaczęła przejawiać senność, wykryto u niej zmianę tętna i spadek ciśnienia krwi, a także dolegliwości układu oddechowego: depresję oddechową oraz zgrubienie opłucnej[17].

### Wykrywanie
Ksylazyna jest stosunkowo trudna do wykrycia ze względu na jej nieopioidowy charakter oraz występowanie najczęściej w połączeniu z innymi substancjami. Najczęściej wykonywane badania moczu (UDS), nie wykrywają ksylazyny. W celu wykrycia substancji w moczu, należy w warunkach laboratoryjnych wykonać chromatografię gazową lub cieczową ze spektrometrią mas. Dlatego też pojawia się trudność w wykryciu tejże substancji: badania ją identyfikujące są drogie, a na otrzymanie wyniku potrzeba zwykle kilku dni. Kolejną przeciwnością jest też klirens ksylazyny, który ułatwia uzyskanie negatywnego wyniku, mimo zażycia substancji.

### Ksylazyna w Europie
Pierwszy potwierdzony i udokumentowany przypadek śmierci z wykrytą we krwi (i w moczu) ksylazyną zanotował National Programme on Substance Abuse Death (NPSAD) w Wielkiej Brytanii w maju 2022 roku. Ofiarą był 43-letni mężczyzna w Solihull w West Midlands. Zgodnie z przeprowadzoną pośmiertnie sekcją zwłok u mężczyzny zaobserwowano rany kłute w pachwinie (prawdopodobnie po iniekcji narkotyku). Ksylazyna nie była jednak jedynym wykrytym w krwiobiegu ofiary narkotykiem: stwierdzono, że śmierć powiązana jest z zażyciem takich narkotyków jak heroina, fentanyl i kokaina wraz z domieszką wspomnianej wcześniej substancji.
Skontaktowano się również z laboratoriami National Health Service (NHS) oraz innymi komercyjnymi laboratoriami w Wielkiej Brytanii i znaleziono informacje o stwierdzeniu 16 przypadków, w tym 11 zakończonych śmiercią, pozytywnego testu wykrywającego ksylazynę (do sierpnia 2023 roku). Do przeprowadzenia analiz związanych z użytkowaniem ksylazyny w UK zwrócono się o informacje między innymi do Office for Health Improvements and Disparities (OHID), a więc w następujących badaniach uwzględniono również wyniki konfiskat narkotyków na terenie Zjednoczonego Królestwa. 
Łącznie w analizach, do końca sierpnia 2023 roku, wymieniono 35 przypadków pozytywnych wyników badań toksykologicznych na obecność ksylazyny w badanych próbkach. Należy zaznaczyć, że prawdopodobnie istniało więcej przypadków przyjmowanej ksylazyny, jednak ze względu na jej stosunkowo krótki okres półtrwania, mogła nie zostać wykryta w testach. Udokumentowane przypadki użycia i skonfiskowania ksylazyny przedstawiono w poniższych tabelach:
| Nr | Informacje podstawowe | Data           | Państwo          | Miejsce          | Stężenie ksylazyny             | Inne wykryte narkotyki/leki | Przypadek        | Uwagi             |
| -- | --------------------- | -------------- | ---------------- | ---------------- | ------------------------------ | --- | ---------------- | ----------------- |
| 1  | Mężczyzna (43 lata)   | maj, 2022      | Anglia           | Birmingham       | 38 ng/ml krwi, 135 ng/ml moczu | Alkohol, konopie, kokaina, diazepam, difenhydramina, fentanyl, heroina, metadon, paracetamol, pregabalina                                                    | Śmiertelny       | Zażywał narkotyki |
| 2  | Dane niedostępne      | grudzień, 2022 | Anglia           | Lincolnshire     | Dokładne dane niedostępne      | Paracetamol, pregabalina, alkohol, amfetamina, kofeina, kokaina, kodeina, cyklizyna, nalokson, kwetiapina                                                    | Śmiertelny       | Brak              |
| 3  | Dane niedostępne      | luty, 2023     | Anglia           | Wiltshire        | <16 ng/ml krwi                 | Alkohol, amfetamina, arypiprazol, bromazolam, kokaina, fluoksetyna, heroina, metadon, mitragynina, kwetiapina, oksykodon, paracetamol, pregabalina, zopiklon | Śmiertelny       | Brak              |
| 4  | Mężczyzna (40 lat)    | marzec, 2023   | Anglia           | Hampshire        | <16 ng/ml krwi                 | Kokaina, heroina, metadon, pregabalina, prometazyna | Śmiertelny       | Zażywał narkotyki |
| 5  | Dane niedostępne      | kwiecień, 2023 | Anglia           | Berkshire        | Dokładne dane niedostępne      | Alkohol, kofeina, kokaina, fentanyl, heroina, lewamizol, mitrazapina, nalokson, nikotyna, paracetamol, pregabalina, kwetiapina, wenlafaksyna                 | Śmiertelny       | Brak              |
| 6  | Dane niedostępne      | czerwiec, 2023 | Anglia           | Birmingham       | Dokładne dane niedostępne      | Alfentanil, kokaina, cyklizyna, heroina, ketamina, metadon, ondansetron, paracetamol, pregabalina, kwas traneksamowy                                         | Nie-śmiertelny   | Brak              |
| 7  | Dane niedostępne      | lipiec, 2023   | Anglia           | Brimingham       | <10 ng/ml krwi                 | Diazepam, flupentiksol, gabapentyna, metadon, N-etylopentylon lub N,N-dimetylopentylon, zuklopentiksol                                                       | Śmiertelny       | Brak              |
| 8  | Mężczyzna (60 lat)    | lipiec, 2023   | Anglia           | Birmingham       | 8,34 ng/ml krwi                | Alkohol, amitryptylina, kokaina, diazepam, heroina, lewamizol, metadon, N-dezetylizotonitazen, paracetamol                                                   | Śmiertelny       | Brak              |
| 9  | Dane niedostępne      | lipiec, 2023   | Szkocja          | Dane niedostępne | 28 ng/ml krwi                  | Bromazolam, heroina, metonitazen, nitrazolam, protonitazen, paracetamol, sertralina                                                                          | Nie-śmiertelny   | Brak              |
| 10 | Dane niedostępne      | sierpień, 2023 | Anglia           | Brimingham       | 8,3 ng/ml krwi                 | Alkohol, kokaina, diazepam, heroina, lewamizol, N-dezetylizotonitazen                                                                                        | Śmiertelny       | Brak              |
| 11 | Dane niedostępne      | sierpień, 2023 | Dane niedostępne | Dane niedostępne | Dokładne dane niedostępne      | Dane niedostępne | Śmiertelny       | Brak              |
| 12 | Dane niedostępne      | sierpień, 2023 | Dane niedostępne | Dane niedostępne | Dokładne dane niedostępne      | Dane niedostępne | Śmiertelny       | Brak              |
| 13 | Dane niedostępne      | sierpień, 2023 | Szkocja          | Dane niedostępne | 16 ng/ml krwi                  | Bromazolam, heroina, metonitazen, nitrazolam, paracetamol, protonitazen, sertralina                                                                          | Śmiertelny       | Brak              |
| 14 | Dane niedostępne      | lato, 2023     | Dane niedostępne | Dane niedostępne | Dokładne dane niedostępne      | Dane niedostępne | Dane niedostępne | Brak              |
| 15 | Dane niedostępne      | lato, 2023     | Dane niedostępne | Dane niedostępne | Dokładne dane niedostępne      | Dane niedostępne | Dane niedostępne | Brak              |
| 16 | Dane niedostępne      | lato, 2023     | Dane niedostępne | Dane niedostępne | Dokładne dane niedostępne      | Dane niedostępne | Dane niedostępne | Brak              |

| Nr | Data              | Państwo | Miejsce                  | Zamiar zakupu | Współwystępujące narkotyki |
| -- | ----------------- | ------- | ------------------------ | ------------- | -------------------------- |
| 17 | czerwiec, 2022    | Anglia  | Berkshire                | THC           | Nic                        |
| 18 | czerwiec, 2022    | Szkocja | Fife                     | THC           | Nikotyna                   |
| 19 | październik, 2022 | Anglia  | North Yorkshire          | Bromazolam    | Nic                        |
| 20 | listopad, 2022    | Walia   | South Glamorgan          | Alprazolam    | NIc                        |
| 21 | listopad, 2022    | Anglia  | East Riding of Yorkshire | Temazepam     | Bromazolam                 |
| 22 | luty, 2023        | Walia   | South Glamorgan          | Diazepam      | Bromazolam                 |
| 23 | luty, 2023        | Walia   | Monmouthshire            | Diazepam      | Bromazolam                 |
| 24 | luty, 2023        | Walia   | Monmouthshire            | Diazepam      | Bromazolam                 |
| 25 | kwiecień, 2023    | Anglia  | Londyn                   | Kodeina       | Nic                        |
| 26 | maj, 2023         | Anglia  | Dorsat                   | Kodeina       | Nic                        |
| 27 | maj 2023          | Anglia  | Dorsat                   | Tramadol      | Paracetamol                |
| 28 | sierpień, 2023    | Anglia  | East Sussex              | Kodeina       | Nic                        |
| 29 | sierpień, 2023    | Anglia  | Kent                     | Kodeina       | Nic                        |
| 30 | sierpień, 2023    | Anglia  | Surrey                   | Kodeina       | Dipentylon                 |

| Nr | Data | Państwo | Miejsce          |
| -- | ---- | ------- | ---------------- |
| 31 | 2022 | Anglia  | Londyn           |
| 32 | 2023 | Anglia  | Londyn           |
| 33 | 2023 | Anglia  | Londyn           |
| 34 | 2023 | Anglia  | Northamptonshire |
| 35 | 2023 | Anglia  | wschód Anglii    |

## Dane toksykologiczne
Nie istnieje obecnie żadne antidotum na zatrucie ksylazyną. Jako że nie jest ona opioidem, nalokson nie hamuje efektów jej działania. Podejmowane są jednak badania w celu opracowania remedium. W niektórych badaniach, okazywało się, że atropina odwraca bradykardię i niedociśnienie po przyjęciu narkotyku. Kiedy pacjent jest w stanie zagrożenia życia z tych właśnie powodów, ostatecznością może być podanie tolazoliny lub atipamezolu. Warto zauważyć, że nie są to zalecenia medycznie zatwierdzone, a jedynie przedmioty badań i rozważań. 
Ksylazyna jest metabolizowana w wątrobie i wydalana (głównie) przez nerki w postaci metabolitu: 2,6-ksylidyny, który ma działanie rakotwórcze oraz genotoksyczne. Ksylazyna w dawkach 40 do 2400 mg, z równoczesnym stężeniem w osoczu (w przypadku niezakończonym zgonem) 0,03 do 4,6mg/l oraz od śladowych do 16mg/l (w sytuacjach śmiertelnych), może działać toksycznie na organizm, co łączy się z ryzykiem poważnego uszczerbku na zdrowiu lub śmierci. Nie zostały pozyskane dokładne dane o wpływie ksylazyny na embriogenezę i ciążę u ludzi, jednak u ciężarnych kóz i bydła, zauważono, że substancja hamuje przepływ krwi przez macicę i wywołuje jej skurcze, a dodatkowo, stosowanie jej, może doprowadzić do utraty płodu.  
Zgodnie ze zwrotami określającymi rodzaj i środki ostrożności niebezpiecznej substancji, stwierdza się, że: działa toksycznie po połknięciu (H301), może wywoływać uczucie senności lub zawroty głowy (H336), należy unikać wdychania pyłu/dymu/gazu/mgły/par/rozpylonej cieczy (P261), a w przypadku połknięcia: należy natychmiast skontaktować się z ośrodkiem zatruć lub z lekarzem (P301+P310). 
Według badań toksykologicznych: 
- u człowieka (homo sapiens), któremu podano domięśniowo chlorowodorek ksylazyny w dawce 14 mg/kg wykryto zmiany w EKG oraz śpiączkę
- u szczura, któremu podano doustnie 150mg/kg ksylazyny (LD50), nastąpił ostry obrzęk płuc oraz zmiany we krwi
- u myszy, której podano podskórnie 29 ul/kg (mikrolitr) zauważono zmieniony czas snu, zmianę odruchu prostującego, sinicę oraz depresję oddechową

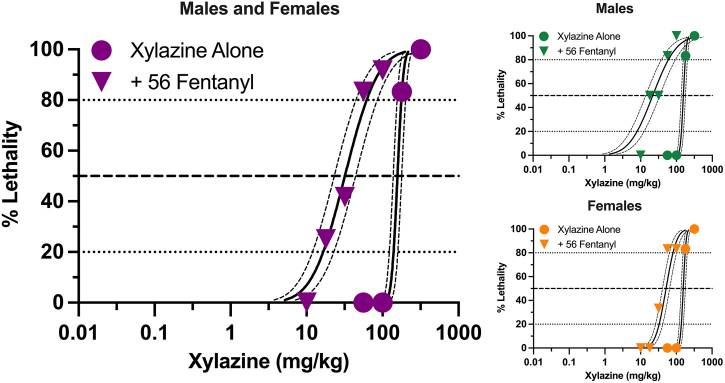
Śmiertelność ksylazyny samej (kółka) oraz w połączeniu z dawką 56mg/kg fentanylu (trójkąty) u myszy w zależności od dawki

Dawka śmiertelna nie jest dokładnie znana z powodu niewystarczającej ilości danych. Dane są jednak wyniki testów LD50, według których:
- LD50 - 130mg/kg, doustnie, szczur
- LD50 - 240mg/kg, doustnie, mysz
- LD50 - 121mg/kg, podskórnie, mysz
- LD50 - 18mg/kg, dożylnie, mysz
- LD50 - 109mg/kg, domięśniowo, mysz
- LD50 - 47mg/kg, domięśniowo, pies
- LD50 - 10mg/kg, domięśniowo, świnka morska

Śmiertelność po podaniu ksylazyny w zależności od jej ewentualnego połączenia z fentanylem została zbadana u myszy. Wykres po lewej przedstawia procent myszy, który zmarł w ciągu doby od podania preparatu. Dwa wykresy po prawej przedstawiają analogiczne dane, jednak determinując różnice płci. U samców obserwuje się wyższą wrażliwość na działanie fentanylu. Odnotowano jednakowe wartości śmiertelności myszy (samców i samic) w przypadku podania wyłącznie ksylazyny.